# René Roche
René Roche, né le 30 juin 1932 et mort le 3 septembre 1992, est un peintre et sculpteur français.

## Biographie
René Roche est né en 1932 à Estressin, près de Vienne, dans l'Isère. Issu d'une famille ouvrière, il est lui-même ouvrier, l'art, notamment le dessin et la peinture, ne constituant au début de sa vie que des activités secondaires.
C'est à partir des années 1980 qu'il commence à être reconnu, notamment grâce  à sa participation à diverses expositions, et au soutien du critique d'art lyonnais René Deroudille. Il réalise plusieurs œuvres publiques.

## Œuvres
- Signal Spatial, 1980, installée place Jean-Macé à Lyon, démontée à la suite des protestations de la population (et malgré l'occupation durant cinq jours et nuit des lieux par l'artiste à titre de protestation[3]) puis réinstallée au parc d'artillerie à Gerland en 1985[4].
- Synchromie no.1, 1978, installée sur l'esplanade au pied du Britannia à Lyon[5].